# Adrián Campos
Adrián Campos (n. 17 iunie 1960, Alcira⁠(d), Comunitatea Valenciană, Spania – d. 27 ianuarie 2021, Valencia, Comunitatea Valenciană, Spania) a fost un pilot spaniol de Formula 1. A debutat pe 12 aprilie 1987 și a  participat la 21 Grands Prix-uri, fără a înregistra rezultate notabile. El a fost fondatorul echipei Campos Meta Formula One (mai târziu cunoscută sub numele de HRT), care a concurat în Formula 1 între 2010 și 2012.

## Carieră
Primul succes al lui Campos a fost în cursele de mașini controlate cu radio, câștigând campionatul spaniol în 1980. A trecut la curse de mașini un an mai târziu și a concurat în Formula 3 din 1983 până în 1985, terminând pe locul 3 în campionatul german din 1985. În 1986 a concurat în Formula 3000, obținând un succes modest.